# Reed City, Michigan
Reed City este o localitate, municipalitate și sediul comitatului Osceola, statul Michigan, Statele Unite ale Americii.
1. ↑  2010 U.S. Gazetteer Files, accesat în 9 iulie 2020